# Soyouz TMA-14M
Soyouz TMA-14M est une mission spatiale dont le lancement a été effectué le 25 septembre 2014 depuis le cosmodrome de Baïkonour. Elle a transporté trois membres de l'Expédition 41 vers la station spatiale internationale (ISS). Le 12 mars 2015 à 02:07 UTC, le Soyuz TMA-14M a atterri dans les steppes du Kazakhstan.

## Équipage
- Commandant : Aleksandr Samokoutiaïev  (2),  Russie
- Ingénieur de vol 1 : Elena Serova (1),  Russie
- Ingénieur de vol 2 : Barry Wilmore (2),  États-Unis

## Équipage de réserve
- Commandant : Guennadi Padalka (4),  Russie
- Ingénieur de vol 1 : Mikhail Kornienko (1),  Russie
- Ingénieur de vol 2 : Scott Kelly (3),  États-Unis

Le chiffre entre parenthèses indique le nombre de vols spatiaux effectués par l'astronaute, Soyouz TMA-14M inclus.